# 成人当代音乐

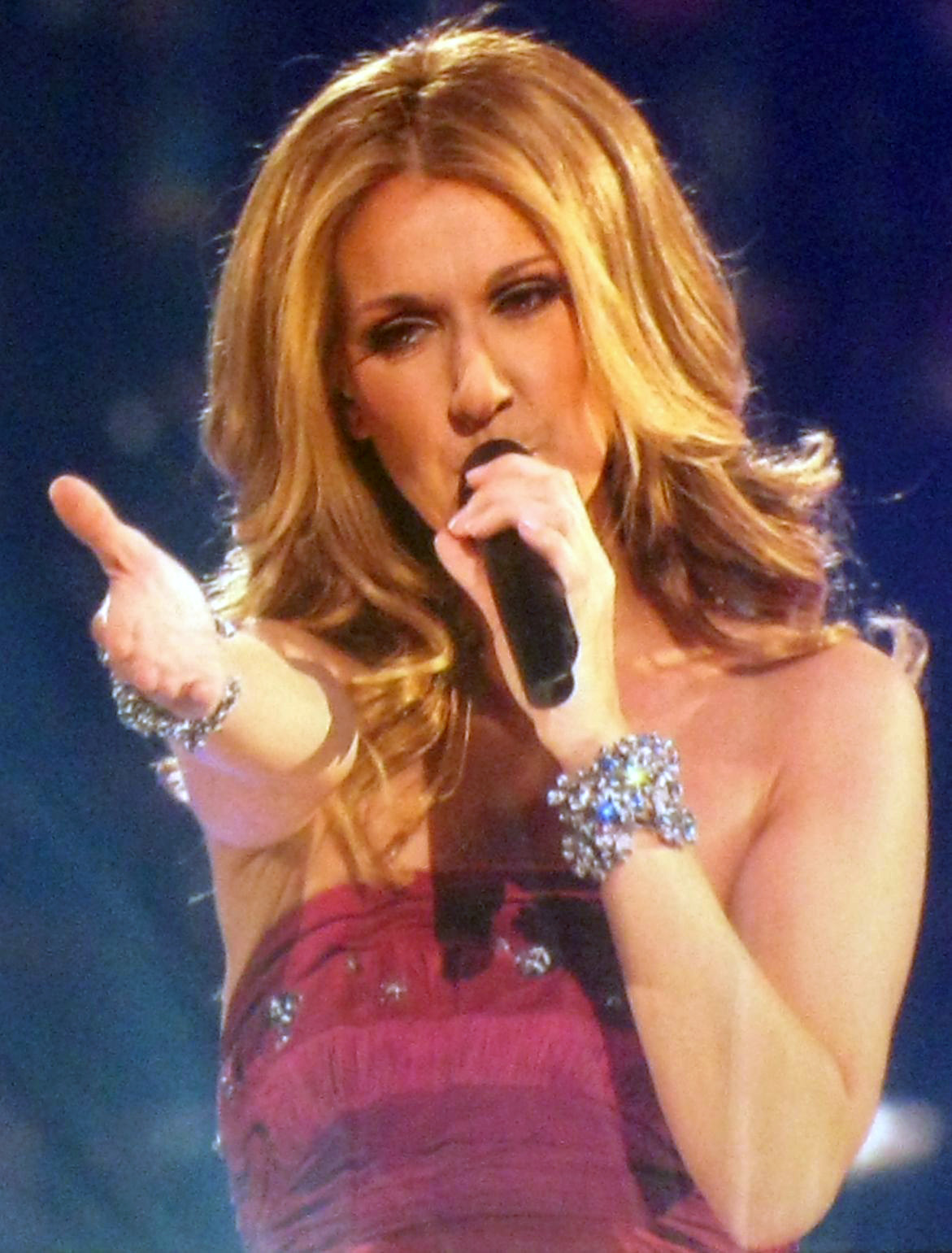
席琳·迪翁是成人当代音乐风格最为著名的歌手，在全球一共卖出2亿2千多万张唱片。

成人当代音乐（Adult Contemporary；简称AC）是一种音乐风格，从20世纪60年代的声乐和20世纪70年代的软摇滚音乐，到以著重於謠曲風格音乐为主流的当今，受到轻音乐、灵魂乐、节奏布鲁斯和摇滚乐的不同影响。 成人当代音乐更像是是轻音乐和软摇滚乐的延续，它流行于20世纪60年代和20世纪70年代，其中有一些反映流行/摇滚乐的变革的调整因素。
成人当代倾向于打造丰富多样，舒缓和精致优美的音乐品质，强调旋律与和声。听者通常会被它柔美的旋律所吸引，亲和与舒适的品质使它很适合作为背景音乐。和大部分流行音乐一样，它的歌曲通常是写在基本的模板里，采用韵文-合唱诗的结构。
成人当代偏重于浪漫歌谣，大部分使用原声乐器演奏（虽然也常用到低音电吉他），比如原声吉他、钢琴、萨克斯管，有时也会用一系列管弦乐组。电吉他的声音通常微弱而高亢。但是，最近成人当代音乐的音乐特色多为使用合成器（以及其他的电子乐器，如鼓机）。
AC电台也会播放主流音乐，但不会播放嘻哈、舞曲、硬摇滚和一些少年流行的曲风，因为这些曲风不受电台的目标听众--成年人欢迎。AC电台的主要目标人群是25-44岁的听众，那些自20世纪60年代以来最受广告商关注的人群。许多成人当代的电台较少播放新歌，因为它们会花费众多的时间来播放以往的唱片，因而缺少对新音乐的重视，阻碍了AC收听率的提高。
过去的几年，AC发展出了许多流派：“hot AC","soft AC"（也叫“lit AC"）,"urban AC","rhythmic AC"，和”Christian AC"（即当代基督教音乐的一种柔和的风格）。有一些广播电台只播放“hot AC"、”soft AC"，或者是众多流派中的一种。因此，它并不常被看作一种特定的音乐类型，而是很多不同类型的音乐人中某些特定作品的融合。

## 历史

### 20世纪60年代：早期根源；轻音乐与轻柔摇滚

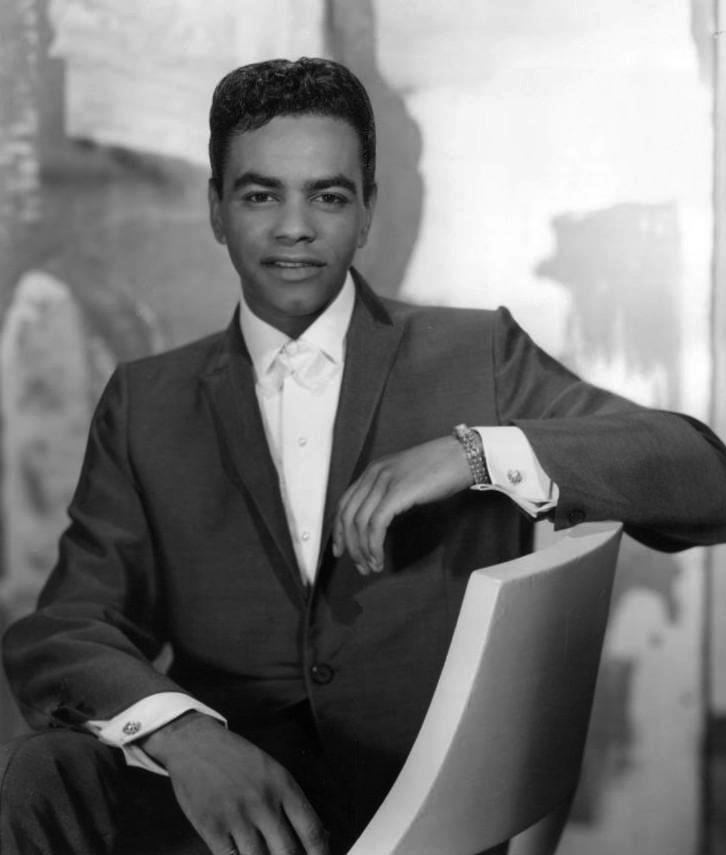
Johny Mathis专注于对爵士乐和流行音乐的标准进行浪漫主义解读以迎合20世纪六七十年代成人当代的观众。

成人当代可追溯至20世纪60年代的轻音乐，该音乐采用70%-80%的乐器和20%-30%的声乐混合形式。有一些90%采用的都是乐器演奏，还有的一些会完全采用乐器演奏。轻音乐，开始是起源于20世纪50年代和60年代早期的一些广播电台想要继续播放当下畅销歌曲，同时又希望免于被标上”摇滚乐“电台的标签的愿望。Billboard在1961年7月17日首次发布Easy Listening榜单的20首歌；第一名是Brook Benton的“Boll Weevil Song”。榜单的自我描述是“没有偏离每个方向”。
最初，声乐家由Frank Sinatra, Doris Day, Johnny Mathis, Connie Francis, Nat King Cole, Perry Como和其他艺术家组成。通常，所播的唱片是目前或最近的摇滚或者流行音乐的器乐版本，这是一种不用卖出所有的唱片就可以给予电台更多吸引力的举措。一些电台也会偶尔播放20世纪40年代和50年代早期大乐队时代的唱片。
1965年以后，热曲100排行榜和Easy Listening榜单之间的区别越来越明显。为了更好的反映中间路线电台的播放情况，榜单戏剧性的改变了布局。由于摇滚乐依然坚守自己的硬风格，热曲100排行榜和Easy Listening榜单之间的相同处和20世纪60年代相比越来越少。Roger Miller, Barbra Streisand和Bobby Vinton都位列榜单上最受欢迎的表演者的名单中。
AC电台格式发展的一个强动力是，当20世纪50年代摇滚乐第最早开始流行的时候，许多保守的电台依然想继续播放当下的流行音乐，而并不播放摇滚乐。这些中间路线电台（MOR）也会时常播放一些老的、前摇滚时代成人标准和带大乐队头衔的乐曲，以增加对那些伴随着这些歌曲成长的成年听众的吸引力。
AC电台节目演变的另一个强动力是播放easy listening或称“beautiful music”电台的流行。这些电台故意把音乐做成背景音乐。这些音乐通常用乐器演奏，由一些并不知名的相关音乐家创作，很少发行，AC致力于通过选择流行艺术家特定的路径（包括流行单曲和专辑），创造一种相似的“lite”风格。

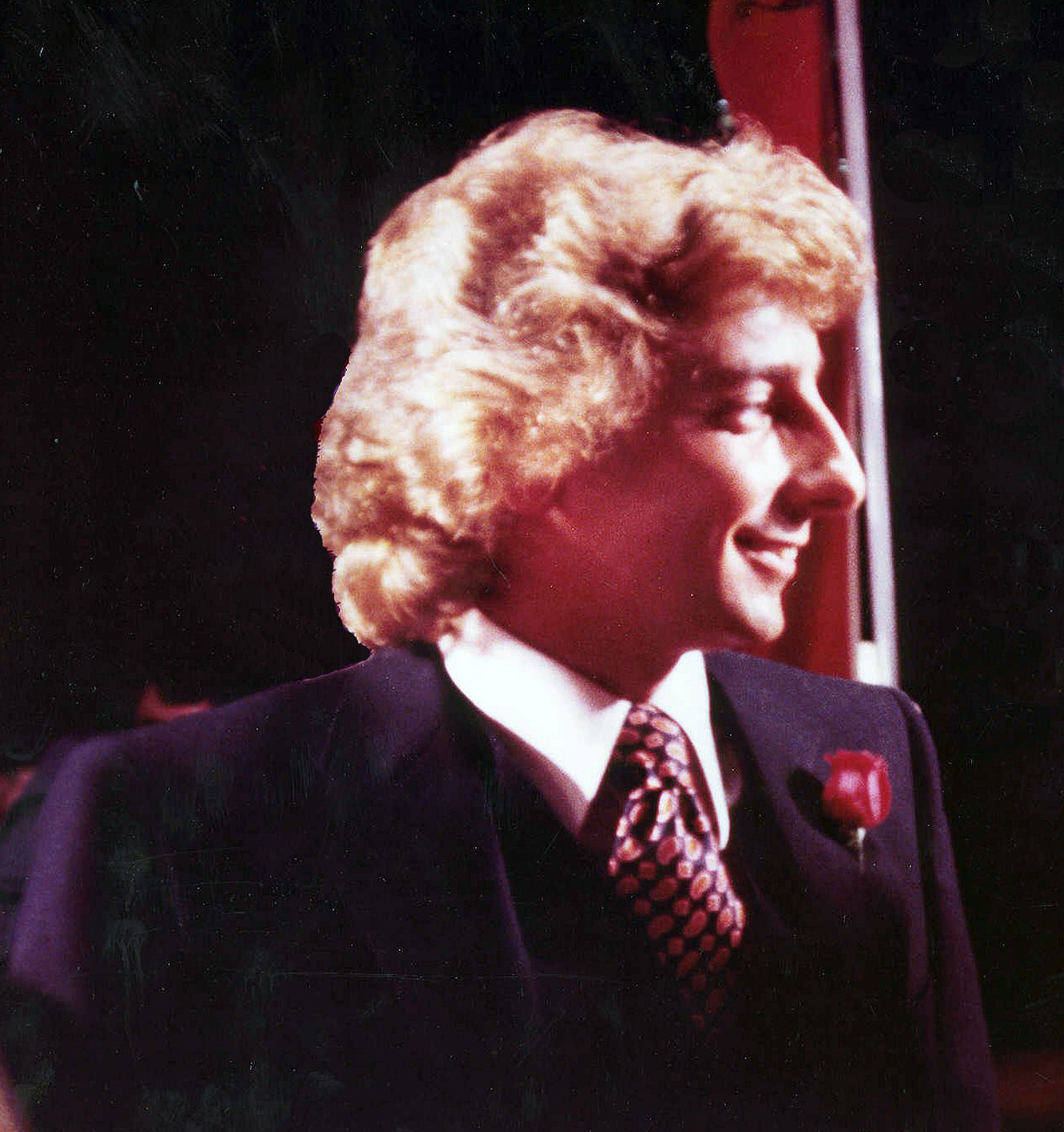
说到唱片销售和职业寿命，Barry Manilow是有史以来最成功的成人当代歌手之一和20世纪70年代唱片销量最好的歌手之一。

### 20世纪70年代：软摇滚成为广播主流
硬摇滚在1965年已经成为主流的音乐类型。从20世纪60年代末开始，将主流摇滚乐分成软摇滚和硬摇滚变得普遍，它们都是美国广播流行乐的主流。软摇滚常采自民谣摇滚，用原声乐器演奏，更多的注重旋律及和声，主要艺术家包括卡洛爾·金、卡特·史蒂文斯、詹姆士·泰勒和Bread。
在20世纪60年代到20世纪70年代早期及中期，当榜单前40名的广播所播放的许多音乐织体都趋于柔和时，热曲100排行榜和Easy Listening榜单又开始变得更加相似。成人当代的音乐格式开始演变成后来人们所描述的那样，以摇滚动作为主导的有芝加哥乐队、老鹰乐队和埃尔顿·约翰。
软摇滚在20世纪70年代中期达到商业的高峰期，如Toto、英格蘭·丹與約翰·福特·寇利、空中補給、席爾與克羅夫、America，以及重组后的佛利伍麥克，1977年的《Rumours》是在这十年中销售最好的专辑。 在1977年，一些广播电台，如纽约的WTFM和美国国家广播公司旗下的WYNY，转变成了纯软摇滚的音乐播放风格。 在20世纪80年代，包括旅行者合唱團在内的音乐艺术家品味发生了转变，并且广播电台也反映了这种变化。 Walter Sabo和他的NBC团队把AF波段的主要特征引入FM波段，把这种音乐风格从背景音乐体验转化到前景。而主要的电台明星的加入，如Dan Daniel, Steve O'Brien, Dick Summers, Don Bleu和Tom Parker，使得把这种音乐风格转化为财富成为可能，并为延续至今的经济效益奠定了基础。
广播电台都会播放前40名的流行乐曲，不管是何种类型，而大部分歌曲都是同一类型，直到20世纪70年代中期形成了针对不同人群的不同类型歌曲，比如迪斯科与硬摇滚。之后演变出了播放特定类型音乐的特定广播电台，它们会跟随这些风格的艺术家的变化而变化。
在20世纪70年代早期，卡彭特乐队、安·玛莉、約翰·丹佛、巴瑞·曼尼洛，甚至是芭芭拉·史翠珊等艺术家创作的轻柔音乐，在“Top 40”电台播出得更加频繁，而其他歌曲被添加到许多AC电台的混合风格中播出。一些电台甚至会播出埃爾維斯·皮禮士利、琳達·羅什塔、艾爾頓·約翰、罗德·斯图尔特、比利·乔尔和其他以摇滚为基础艺术家的轻柔音乐。
其他许多唱作歌手如戴安娜·罗斯、Carly Simon、珍妮斯·艾恩等等的唱片经常以这种形式播放，且播放频率不亚于Top 40电台。Easy Listening电台也开始播放一些转向其他类型歌手的音乐，比如摇滚乐和R&B。此外，一些早期的迪斯科歌曲在成人当代风格方面也取得不错的发展。

### 20世纪80年代：成人当代成为广播主流音乐形式

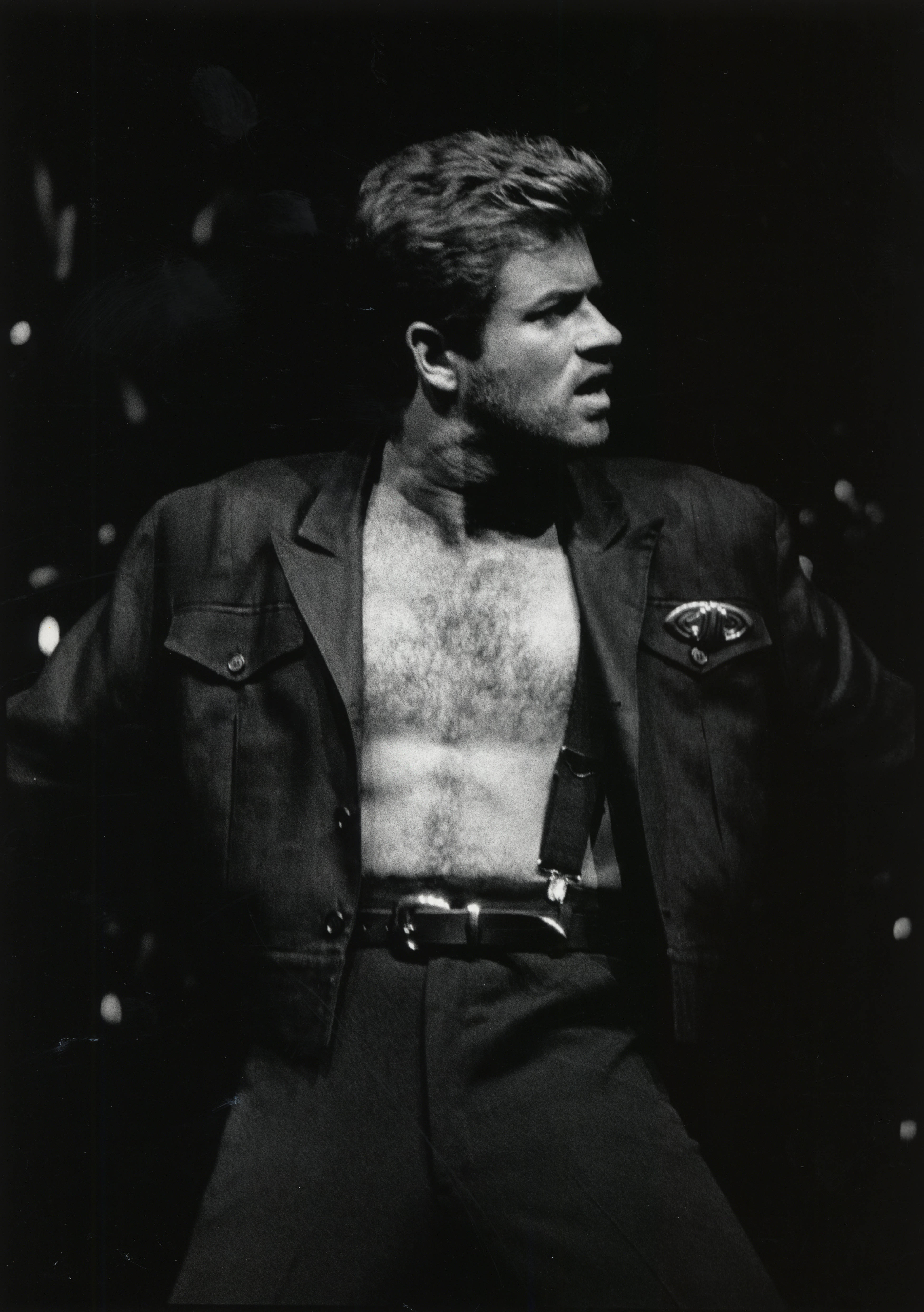
乔治·迈克尔歌曲Careless Whisper在成人当代榜单连续18周位于榜首。

在1979年4月7日，Easy Listening榜单正式成为成人当代，从此这两个词语被用作榜单的名字并一直沿用下来。成人当代成为20世纪80年代最为流行的广播形式。AC的发展是一代人的自然产物。这代人起初听过20世纪70年代中后期比较“专业的”音乐，长大后并不对重金属和说唱/嘻哈音乐感兴趣，而这类音乐曾在另一代的帮助下主宰过乐坛前四十名直到年代末。 
这些年以来，主流的AC自身以一种相似的方式演变，传统的AC演绎者如芭芭拉·史翠珊、木匠兄妹樂團、Dionne Warwick、巴瑞·曼尼洛、約翰·丹佛和奧莉薇亞·紐頓-強，随着20世纪80年代渐渐过去，他们的歌曲很难成为前40名的流行金曲；且由于受到[MTV]]的影响，现代流行广播形式的主打演绎者如麥可·傑克森、理查·馬克斯、邦妮·泰勒、喬治·麥可、菲爾·柯林斯和蘿拉·布拉尼根等，更加频繁的演绎AC形式的音乐风格。其中Phil Collins更被AllMusic称作“80年代以来最为成功的流行兼成人当代歌手之一”。但是，随着MTV和AC电台的结合，成人当代很难被界定为一种音乐类型，因为这时，过去的轻柔摇滚艺术家仍然处在流行音乐榜单，并从当时新艺人那里接受唱片或播放主流电台的曲目。
AC榜与热曲100排行榜的交叉量随着这一时代流行音乐趋势对成年听众的吸引力而变化。20世纪70年代后期和80年代早期，迪斯科和新浪潮歌曲在AC榜单上取得成功并不多见，而且许多以CHR风格为特点的嘻哈和硬摇滚音乐在以后的十年将会渐渐退出AC电台。
尽管舞曲流行音乐、电子流行音乐和摇滚是20世纪80年代的主导，受到艾米·格蘭特、萊諾·李奇、Christopher Cross, Dan Hill, 利奧·塞耶, Billy Ocean, 胡利奥·伊格莱西亚斯、柏帝·希金斯和湯米·佩吉等音乐家的影响，轻柔摇滚/AC歌曲还是在这一时期取得了一定的成功。20世纪80年代，没有一首歌能超过6周蝉联榜单第一，然而九首歌创造过这样的壮举。其中由萊諾·李奇创作的两首歌曲，1983年的“You Are”和1984年的“Hello”，也登上了热曲100排行榜的榜首。
1989年，琳达·罗什塔发布了Cry Like a Rainstorm, Howl Like the Wind，被評論家称为“这十年里真正的成人当代专辑”，特色是在十二首歌中有几首是由美国黑人歌手Aaron Neville演唱。这张专辑在美国得到三白金认证，并且在全球获得了巨大的成功。获得格莱美单曲奖的“Don't Know Much”和“All My Life”都长期位列成人当代的流行音乐榜首。其他的一些迪斯科音乐也曾位居榜单前十。在定义AC的必要性这一问题上，这张专辑说服了许多批评家，把得到接受和包容的AC音乐变为日常广播电台中的主流音乐。

### 20世纪90年代：流派形成/多种音乐交叉

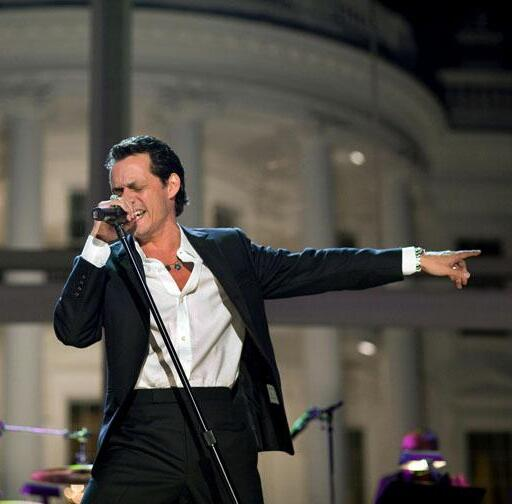
拉丁歌手马克·安东尼在1999年发行的英文同名专辑中包含的部分单曲可以划归到AC音乐榜单。

与20世纪80年代的大多数主流歌手不同，90年代的流行/蓝调主流歌手，如All-4-One、大人小孩雙拍檔、Rob Thomas、克莉絲汀·阿奎萊拉、後街男孩和野人花园大都登过AC音乐榜。而拉丁流行音乐家如Lynda Thomas、瑞奇·馬丁、马克·安东尼、莎麗娜、安立奎·伊格萊西亞斯和Luis Miguel也曾在AC榜单上取得成功。
除了在该榜单上大获成功的席琳·狄翁，其他在20世纪90年代多次荣登榜单首位的艺人还包括瑪麗亞·凱莉、惠特妮·休斯顿、仙妮亞·唐恩和Michael Bolton等。而新兴女性唱作人如萨拉·麦克拉克伦、Natalie Merchant、珠儿、梅莉莎·埃瑟里奇和雪瑞兒·可洛也在这一时期在该榜单上取得突破。
1996年，Billboard创造了一个名叫 Adult Top 40的新排行榜，该榜单反映的是一种介于“成人当代”和“流行音乐”之间的广播节目。虽然二者之间常常会被混淆，但是成人当代排行榜和Adult Top 40排行榜是两种不同的榜单，而且符合一种榜单的音乐未必符合另一种。此外，hot AC是另一种广播节目，不同于当今的成人当代流行曲目，虽然二者的名字有明显相似。
作为对HOT AC的回应，一种新的AC曲风近日出现在美国。城市成人当代风格（由Barry Mayo命名）通过大量演奏蓝调（没有任何形式的说唱）、福音音乐、经典灵魂乐和舞曲（包括迪斯科）来吸引大量非裔美国人 ，有时也会吸引一些白人听众。
另一种风格rhythmic AC，它不仅演奏过去和现在所有的流行乐和轻柔AC音乐，也十分重视迪斯科、20世纪80年代和90年代的流行舞曲，如由Amber, C&C Music Factory和Black Box创作的歌曲；也包括了流行音乐的舞曲重混，如由Soul Solution混音唐妮·布蕾斯顿的“Unbreak My Heart”。
在smooth jazz出现的早期，虽然它主要由乐器演奏，并且和soft AC风格音乐相似，却常被认为是AC的一种形式。多年以来，如喬治·班森、肯尼·基和戴夫·考兹等艺人的跨界作品在smooth jazz和soft AC电台同时播放。

### 2000-至今：主流音乐指向AC

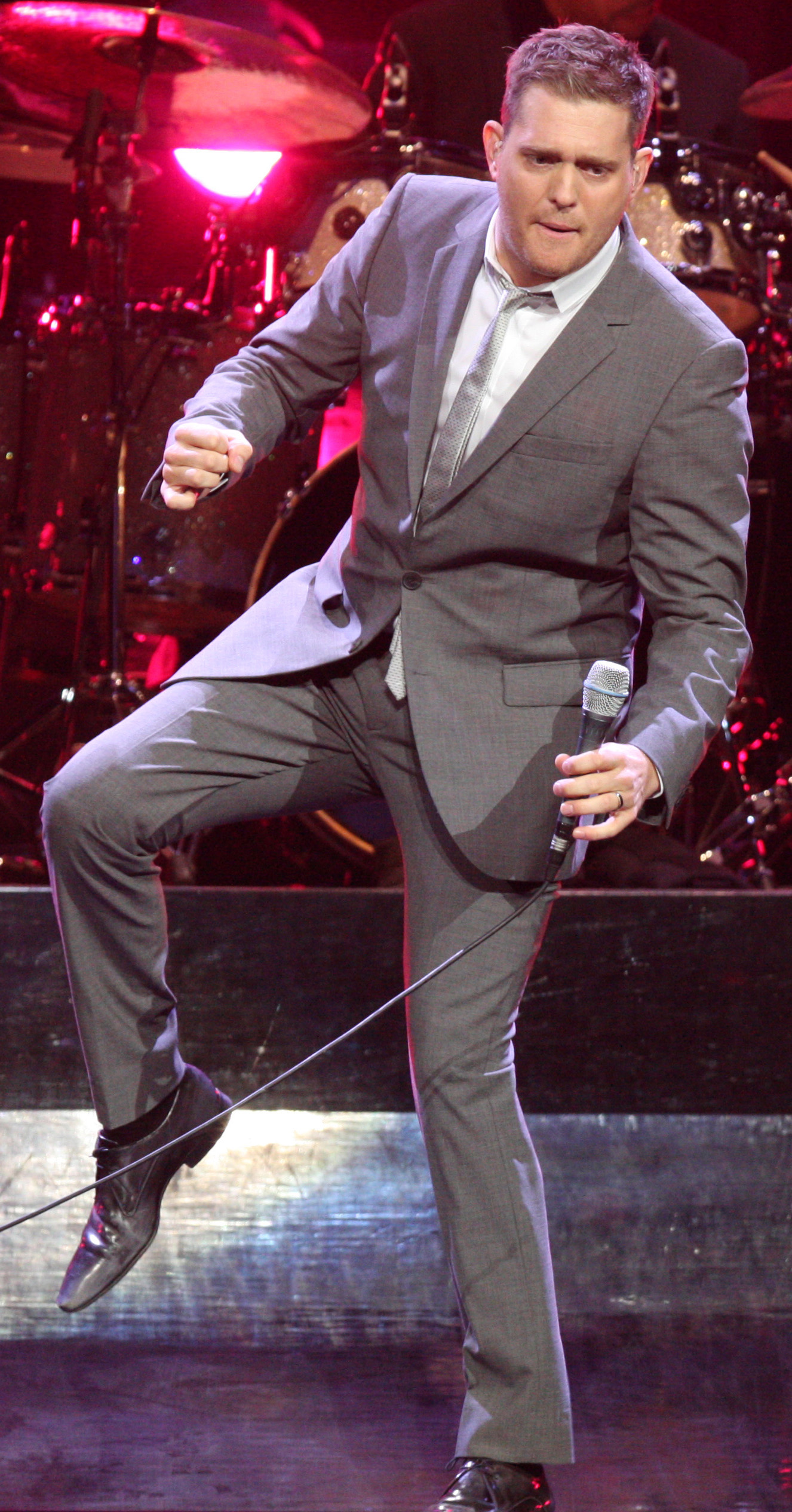
麥可·布雷的許多單曲和專輯在2000年代和2010年代的AC排行榜上名列前茅。

進入21世纪后的前十年，为使特定流行歌曲可以长期留在AC排行榜，一种显著的曲风不断发展。尽管其中的一些歌曲已经淘汰出了热曲100排行榜。Adrian Moreira，RCA音乐集团成人音乐的高级副总裁说：“我们看到AC播放的内容发生了海啸般的变化。”成人当代不再强调老歌，演奏了很多和top 40和adult top 40相同的歌曲，但只有在这些流行歌曲已经获得广泛认可后，成人当代才会演奏这些歌曲。 Corey Moss在MTV网站上发表了一篇文章描述这一趋势：“换句话说，AC电台是一个会让流行歌曲慢慢消亡的地方，或者，在乐观者的眼中，这是一个使流行歌曲重生的地方。”
随着电台的交流混合，融合摇滚和流行曲的AC音乐也开始在流行音乐排行榜上着陆，在对AC音乐下定义的需求之下，主流音乐说服了众多批评家，而且似乎把得到接受和包容的AC音乐变为日常广播电台中的主流音乐。越来越多的流行AC电台被迫改变，部分原因是适合它风格的新歌曲越来越少；大部分的摇滚乐对于主流音乐来说太过另类，而且大多数的新兴流行乐曲很大程度上受到流行舞曲和电子舞曲的影响。
当今时代的一种流行趋势就是将流行舞曲重新融入成人当代的民谣，尤其是美国（例如DJ Sammy创作布萊恩·亞當斯的"Heaven"的“Candlelight Mix”版本、D.H.T.的"Listen To Your Heart"和卡絲卡達樂團的"Everytime We Touch"）。成人当代长期以来以展现家庭友好为特色，例如由P!nk改编的“Perfect”，以及由希洛·格林改编的“Forget You”的曲风展现这一特色。
相比大部分艺人以其他风格音乐功成名就后进入成人当代，麥可·布雷和喬許·葛洛班出道时便是AC艺人。遍观这十年，尼克·拉奇、詹姆仕·布朗特、約翰·梅爾、布鲁诺·马尔斯、傑森·瑪耶茲、凱莉·克萊森、愛黛兒、克萊·艾肯和蘇珊·波伊爾等艺人的巨大成功要归功于民谣重音。这一时期，一些流行AC和现代摇滚有了多方面的融合；同时soft AC和乡村音乐也有交融，一些乡村音乐家如費絲·希爾、黎安·萊姆絲、仙妮亞·唐恩和卡麗·安德伍曾在两类排行榜上都取得了成功。
从21世纪10年代中期起，主流乐队如威爾可合唱團和妃絲特促成了独立摇滚和成人当代的交流。 在21世纪20年代初，一些独立摇滚表演者如謎幻樂團、蒙福之子樂團、獸人樂團、The Lumineers和艾德·希蘭也有走入成人当代榜单的歌曲。

## 成人当代音乐风格

### 轻柔成人当代
被称为“与百忧解同等声效的”soft AC，一种更为成人化的AC版本，诞生于20世纪70年代晚期，并在20世纪80年代早期得到发展。波士顿的WEEI-FM是第一个使用术语“轻柔摇滚”的电台，还有如“佛利伍·麥克……没有废话”和“Joni……不会胡扯”之类的广告口号。soft AC电台上播放的大部分音乐是成熟的，更强调原声乐器，而且主要是独唱歌手。
这种风格的其他比较常见名称包括“"Warm", "Sunny”，“Bee”（或者“B”）和（尤其是在加拿大）“EZ Rock”这种风格被看为一种更为当代的继承者，是集中间路线（MOR），beautiful music，轻音乐和软摇滚为一体的融合形式。许多以soft AC为风格的电台利用其对办公室工作人员（大部分是年龄在25-54的女性，她们是广播的主要对象）的吸引力，标榜自己“适合每一位正在工作的人”（KOST首先把这句话作为主要宣传口号，其他的soft AC电台也紧随其后）。
这类型音乐的很大一部分被视为陈旧，或被视为循环重复。 它常常以一种缜密和复杂的方式描述现代社会的浪漫和性关系（而且有时会描述其他的成人话题，如工作、抚养孩子和家庭）在某些情况下从不介意歌曲循环往复长达几年时间的轻柔AC，并没面临类似的扩展题材的压力。轻柔AC包括大量的老歌，特别是经典的蓝调、灵魂乐及20世纪六七十年代的音乐而非流行AC。
就如爵士乐和大乐团形式在20世纪60年代和70年代遇到人口压力那样，轻柔AC有可能很快会遇到人口压力，而经典老歌风格现在正开始面对这种压力。结果就是，在不久的将来，播放轻柔AC歌曲的无线电广播会越来越少，而播放这种歌曲的卫星广播会越来越多。许多音乐以及传统上在轻柔AC电台演奏的艺人转变为的成人标准的风格，并随着人口老龄化影响渐渐消失。一些轻柔AC电台将更多的老歌编入它们的播放列表并且更加乐意播放符合“传统的”AC定义的柔和音乐，以此找到市场定位。
为这种风格做出贡献的艺人主要包括软摇滚/流行乐歌手，如安迪·威廉斯、Johnny Mathis、娜娜·穆斯库莉、席琳·狄翁、胡利奥·伊格莱西亚斯、法蘭·仙納杜拉、巴瑞·曼尼洛，英格伯·漢普汀克和马克·安东尼。

### 热门成人当代
热门成人当代电台以成年观众为目标，播放许多不同种类的经典金曲和当代最为流行的主流音乐。一些HOT AC电台电台会更加的关注主流流行音乐和另类摇滚，它们的目标群是Y一代的听众，虽然它们并不包括更为面向年轻一代的青年流行乐、城市和韵律舞曲。
这种风格常常包括流行舞曲（如麥當娜、雪兒、格洛丽亚·埃斯特凡和凯莉·米洛的欢快歌曲），强力流行乐（主要是一些像后街男孩和西城男孩那样的男生组合），和民谣驱动的倾向成人观众的轻柔摇滚（尤其是Aerosmith、老鹰乐队、史汀、Toto和Moody Blues）。热门AC电台将它们的目标观众定位为18--54岁的男女群体。
现代成人当代可以被视为热门AC的一种变体，而且在它的演出中包括现代摇滚。1997年，拉斯维加斯KMXB的Mike Marino将这种风格描述为吸引了“已不再是听前卫嘻哈乐或者是另类音乐年纪的人群，但还没成熟老练到听轻柔AC”。这种乐风的艺人包括艾拉妮絲·莫莉塞特、Counting Crows、Gin Blossoms、邦喬飛、Train、不要懷疑、手創樂團、小紅莓樂隊、生命之屋合唱團、萨拉·麦克拉克伦、莎拉·芭瑞黎絲、約翰·梅爾、珠儿和卡麗·安德伍。不同于追逐18-34岁的男性听众的现代摇滚，该种风格较为吸引女性。

### 城市和节奏成人当代
城市AC是一种面向非裔美国成年观众的AC音乐形式，因此，这些电台大部分播放的是非裔美国艺人的歌，如发行了在非裔美国人和全美更多地方都受到广泛欢迎的专辑I Ain't Movin的歌手Des'ree。
城市AC电台更像轻柔AC而不是热门AC；它们主要演奏节奏布鲁斯和伴随极少嘻哈特色的灵魂乐。这一点体现在很多城市AC的电台标语中，如“当今的节奏布鲁斯和经典灵魂乐”，“最佳节奏布鲁斯流行乐和老歌”，和“（城市/地方）的节奏布鲁斯引领者”。城市AC的主要歌手有Luther Vandross, Trey Songz, Patti LaBelle, Toni Braxton, Whitney Houston, Aretha Franklin, Frank Ocean, Craig David和Mariah Carey。
一种更加复杂的城市AC曲风是节奏式老歌风格，它主要关注20世纪60年代和90年代的老式节奏布鲁斯和流行灵魂乐，包括摩城音乐和流行的迪斯科。这种风格包括黑人或者迪斯科音乐人，如ABBA, The Village People, The Jackson 5, Donna Summer, Tina Charles, Gloria Gaynor和the Bee Gees。节奏式老歌电台在当今仍然存在，但目标听众是非裔美国人，而不是大众。
一种叫做“quiet storm”的风格通常包含在城市成人当代中，而且经常在夜晚演出，混合了城市AC和轻柔AC的音乐风格。从严格意义上讲，播放的音乐是民谣和慢摇的音乐，大部分是黑人和拉丁美洲艺人的作品，但又不局限于此。quiet storm风格的流行歌手有Teena Marie, Freddie Jackson, Johnny Gill, Lalah Hathaway, Vanessa L. Williams, Toni Braxton和En Vogue等。
Anita Baker, Sade, Regina Belle和Luther Vandross是倡导主流AC，城市AC和轻柔爵士乐的艺术家的代表。一些轻柔AC和城市AC喜欢在周末演出轻柔爵士乐。在近几年，轻柔爵士乐风格被重命名为柔和AC，以此吸引年轻听众。

#### 成人当代节奏布鲁斯
轻柔AC电台和城市AC电台都可能会演奏成人当代节奏布鲁斯。成人当代节奏布鲁斯是一种强调歌曲创作方法和复杂性的新灵魂音乐形式。由于鼓器、合成器和音序器的使用主导了以节奏布鲁斯为基础的音乐，成人当代节奏布鲁斯趋向于从20世纪70年代更为精密的乐曲中寻找灵感，如柔顺的灵魂乐，费城灵魂和quiet storm。但是经典的作曲技术和倚靠人体的乐器，常常以弦乐和号角为特点，始终未变。
19世纪80年代，爵士与蓝调高端融合，（代表人物有George Benson, Patti Austin, Al Jarreau），风格融合的蓝调（代表人物有Anita Baker与Luther Vandross, New Edition与Keith Sweat）都是很成功的主流音乐。20世纪90年代和21世纪前十年，鉴于听众已比较成熟，即使是R. Kelly , Leona Lewis（主打为民谣）和Jill Scott这样风格完全对立的艺人，他们的作品也能同时符合要求。最能代表这一风格的是Babyface，曾经在这一趋势出现的整个时期不断创作，作为Deele中的一员，他的事业长盛不衰达二十年之久，他还是一名独唱歌手（代表作品有Whip Appeal, When Can I See You），也是作曲家/制片人（代表作品有Toni Braxton的Breathe Again，Boyz II Men的I'll Make Love to You）。

### 当代基督教音乐
当代基督教音乐（CCM）有几个分支，“Christian AC”是其中之一。比如Radio & Records将Christian AC列入了它的排行榜中。Christian AC的许多主要歌手与主流音乐和流行AC交流混合，这方面较为著名的是Amy Grant, Michael W. Smith, Kathy Troccoli, Steven Curtis Chapman, Plumb以及近期的MercyMe。

## 圣诞音乐
近几年很多AC电台，尤其是soft AC电台，在11月12月的圣诞节主要或是专门播放圣诞音乐的现象很常见。而它们大都是少数几个固定的艺人按照规范的模式创作出的短暂季节性歌曲，大多数电台也会从过去流行音乐、MOR和成人标准的艺人歌曲中选取经典节日歌曲播放，比如Nat King Cole, Bing Crosby, Dean Martin, The Carpenters, Percy Faith, Johnny Mathis和Andy Williams ---而在一年中的其他时间，这些歌手的歌并不会在电台播出。
这些圣诞音乐的马拉松通常始于感恩节前一周，在圣诞节结束后，有时也会持续到新年。后来，电台通常会恢复常态。有些电台会在11月初就早早的进入节日状态。这个传统可以追溯到20世纪60年代和70年代的beautiful音乐和轻音乐电台。

## 同步播出的广播节目与互联网时代的成人当代音乐形式
- Deliah--美国最流行的电台节目之一，Deliah主要在夜晚播出。
- John Tesh Radio Show--John Tesh主播，该节目也会在夜晚和周末播放。
- American Top 40 with Ryah Seacrest-在hot AC电台上播放的的一个AT40（美国歌曲排行榜前四十）版本，和Top-40/CHR副本有所不同。
- Rick Dees Weekly Top 40/Weekly Top 30 -1996年六月开始提供HOT AC版本的广为流传的倒计时节目；这些节目播放全国HOT AC前20名歌曲和20世纪80年代、20世纪90年代和21世纪早期的10首流行歌曲。为了弥补Casey Kasem结束他倒计时节目留下的空白，一种更为柔和的AC音乐在2009年的9月被加入了其中。
- Backtrax USA with Kid Kelly-关注80年代和90年代歌曲的周末节目，针对hot AC电台。
- ABC和Dial Global都为AC提供24小时播放soft和hot AC的网络平台。
- Tom Joyner和Steve Harvey拥有广受欢迎的早间节目，会在urban AC（有时也会在嘻哈电台）播出；它们都会常常在同一个城市里互相竞争的电台听到，如圣路易斯、费城和亚特兰大。Joyne的节目由ABC电台组织播出，Harvey的节目由Premiere电台网络组织播放。
- Retro Rewind with Dave Harris是周末广播节目，常会播出大量的80年代和90年代的歌曲，采访节目、聚光灯下和辩论赛。这档节目采取观众建议，采取全国范围内的直播形式。该节目主要针对HOT AC和AC广播电台。
- The EZ Rock network是加拿大的Hot AC品牌/网络电台。
- Heart FM Network，一个发展于2009年的一个英国电台网络，那时越来越多的电台重命名为“Heart"。
- Smooth Radio --英国的电台网络，由六个地区性Smooth电台组成。